# Maringá
Maringá es un municipio del norte del estado brasileño de Paraná. Es una ciudad en un reciente proceso de urbanización y planeamiento, ocupando un tercer lugar en el estado con respecto a la población.
La ciudad fue fundada por la empresa "Companhia de Melhoramentos do Norte do Paraná", en 1947, y elevada a la categoría de municipio en 1951, desmembrándose de Mandaguari. Con un trazado urbanístico inicialmente planeado y modernista, siguiendo el principio de Ebenezer Howard de "Cidade-Jardim", sufrió un crecimiento acelerado en las décadas siguientes, dando origen a núcleos periféricos como Sarandi, Paiçandu y Mandaguaçu. Aun así, el municipio mantiene índices muy elevados de calidad de vida, preservando grandes áreas de selva nativa virgen en el perímetro urbano como el Huerto Forestal, el Parque de los Pioneros y el "Parque do Ingá", siendo que el "Parque do Ingá" y el Huerto Forestal están abiertos al público.

## Demografía
La región de Maringá presenta una gran influencia de inmigrantes japoneses, italianos, ingleses y alemanes, mezclados a otros grupos, como portugueses, polacos, españoles, indígenas y afrodescendientes.

## Ciudades hermanadas
Maringá está hermanada con las siguientes ciudades:
- Caserta, Campania, Italia.
- Heping, Kaohsiung, República de China, China
- Kakogawa, Hyogo, Japón.
- Leiría, Centro, Pinhal Litoral, Portugal.
- San Martín de los Andes, Neuquén, Argentina.

- Datos: Q208669
- Multimedia: Maringá / Q208669

1. ↑  Worldpostalcodes.org,código postal n.º 87000-000.